# منتزه غابة البحر
تصغير| حالة غرس الأشجار عام 2009
منتزه غابة البحر أو سي فورست بارك (باليابانية: 海の森公園 Koen Mori Umino) ، منتزه منشاة حديثا في منطقة غابة البحر في وسط ميناء طوكيو، طوكيو كوتو. المنتزه هو الأكبر في اقليم طوكيو . حيث انه يقع فوق 12.3 مليون طن من القمامة المعاد تدويرها كتربة زراعية ما بين عامي 1973 إلى 1987.

## نظرة عامة
في عام 2005 و خلال اجتماع لمجلس ميناء طوكيو الرابع والسبعين تم وضع تقرير للبدأ بتشجير المنتزه من عام 2007 لمدة 30 عام . حيث ان المساحة تتجاوز 88 هكتار .تم افتتاح المنتزه بشكل جزئي في عام 2016.
في دورة الالعاب الاولمبية في طوكيو عام 2020، فقد تقرر أن يكون المنتزه مكان اقامة فعالية (عبور البلاد) ضمن منافسات محاكمة الخيول في رياضة الفروسية ، فقد تم تجهيز المسار المخصص لهذه الفعالية في المنتزه، المجاور لممر غابة البحر مكان اقامة مسابقات التجديف .
يتم تصنيع السماد المستخدم في الحديقة عن طريق إعادة تدوير الفروع والأوراق المشذبة من أجل إنشاء غابة لإعادة تدوير الموارد.

## هامش
قالب:脚注ヘルプ
1. ↑  第1章 海の森（仮称）の位置付け - 中央防波堤内側 海の森（仮称）構想 答申概要 東京都港湾局 نسخة محفوظة 2005-11-02 على موقع واي باك مشين.
2. ↑  海の森（仮称）構想 答申 東京都港湾局 نسخة محفوظة 2013-03-04 على موقع واي باك مشين.

## البند ذو الصلة
- حاجز الأمواج المركزي
  - حواجز أمواج مركزية مستصلحة
  - محطة طاقة الرياح البحرية في طوكيو
- مشكلة القمامة
  - حرب قمامة طوكيو
  - يومينوشيما- تم بناء منتزه يومينوشيما بعد مكب النفايات كموقع نهائي للمكب

## رابط خارجي
- أومي نو موري (غابة البحر)